# Mikal Rode
Mikal Rode (17. april 1908 på Frederiksberg – 19. oktober 1993) var en dansk redaktør, oversætter, aforisme-forfatter og humorist. Søn af forfatterægteparret Helge og Edith Rode.
Rode var bl.a. medredaktør på Den nye Salmonsen (1949), Hirschsprungs Konversationsleksikon (1967) og Dansk synonymordbog – og bearbejdede Mark Twains novelle Begravelse i Nevada for oplæsning for lillebror Ebbe Rode. Han citeres ofte for sine rappe replikker både i citatbøger og i almenheden. Kendt er hans diskussion med Ebbe Rode om, hvem af dem der døde først.